# 坂本一魔
坂本 一魔（さかもと かずま）は、日本のプロマジシャン、北海道鵡川町（現・むかわ町）出身。
沢浩に師事。同じくマジシャンの坂本暁奈は娘。

## 主な経歴
- 1983年
  - I.B.M.ワールドマジックフェスティバル・ステージ部門グランプリ受賞
  - NHK世界のマジックショー出演
- 1985年
  - スペインにてワールドマジックショー出演
  - NHK世界のマジックショー出演
- 1986年 赤坂コルドンブルー出演
  - 赤坂ニューオータニ　クリスタル・ルーム出演
  - ニューラテンクォーター出演
- 1989年
  - NTV 土曜スペシャル マジックどっきりカメラ出演
  - プリンスアイスワールド出演
- 1992年国立演芸場　花形演芸会 金賞受賞